# Aube de l'humanité
Aube de l'humanité
 |
4000e à 3001e millénaires AP |
3000e à 2501e millénaires AP |
2500e à 2001e millénaires AP

Cet article couvre la genèse de la lignée humaine, entre 10 et 4 millions d'années avant le présent (AP). Au-delà s'ouvrent les temps géologiques.
Les fossiles d'hominines de plus de 4 millions d'années ont tous été trouvés en Afrique de l'Est, à l'exception de Toumaï, découvert au Tchad.

## Miocène
- Entre 9,3 et 6,5 millions d’années avant le présent (AP) : divergence entre les Panines (comprenant le Chimpanzé) et les Hominines (comprenant l'Homme), caractérisés notamment par la bipédie et des canines supérieures réduites[1]. L'appartenance des espèces fossiles d'Hominines les plus anciennes à l'une ou l'autre des deux lignées est parfois discutée.

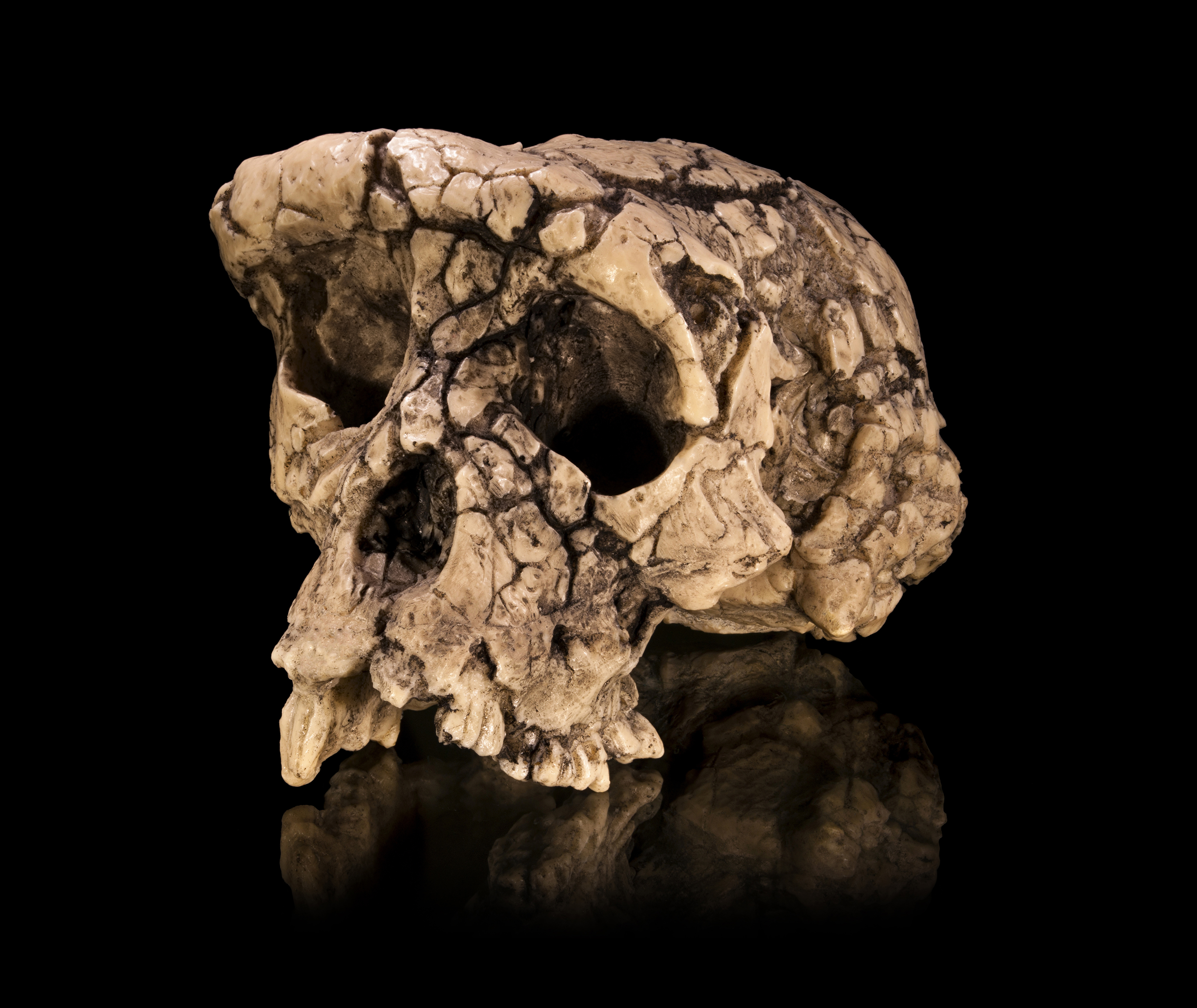
Moulage du crâne holotype de Sahelanthropus tchadensis TM 266-01-060-1, surnommé Toumaï, en vue facio-latérale.

- 7 millions d’années AP : âge approximatif des plus anciens ossements fossiles d'Hominines exhumés. Toumaï, découvert en 2001 au Tchad, dans le désert du Djourab, par l'équipe de Michel Brunet, conduit à la définition d'une nouvelle espèce, Sahelanthropus tchadensis, que la majorité des paléoanthropologues considèrent comme l'une des premières espèces de la lignée humaine, probablement très proche de la divergence entre Hominines et Panines[1].

- 5,96 millions d’années AP : début de la crise de salinité messinienne ; assèchement (ou assèchements successifs)[2] de la mer Méditerranée, durant le Messinien (fin du Miocène).

- 5,9 millions d’années AP : Orrorin tugenensis, espèce fossile d’Hominines, identifiée en 2000 dans les collines de Tugen, au Kenya, par Brigitte Senut et Martin Pickford, du Muséum national d'histoire naturelle. Bipède occasionnel, Orrorin est aussi adapté au déplacement dans les arbres[1].

- De 5,8 à 5,5 millions d’années AP : Ardipithecus kadabba, espèce éteinte d’Hominines ayant vécu en Éthiopie, décrite en 2004[1]. L'Ardipithèque semble être le genre le plus basal de tous les genres d'Hominines décrits à ce jour.

- 5,7 millions d’années AP : 29 traces de pas de bipèdes, comprises entre 9,9 et 22,3 cm de longueur, ont été découvertes en 2002 à Trachilos, près de Kissamos, en Crète, par le paléontologue polonais Gérard Gierliński. Elles appartiendraient à des Hominines selon les découvreurs[3].

## Pliocène

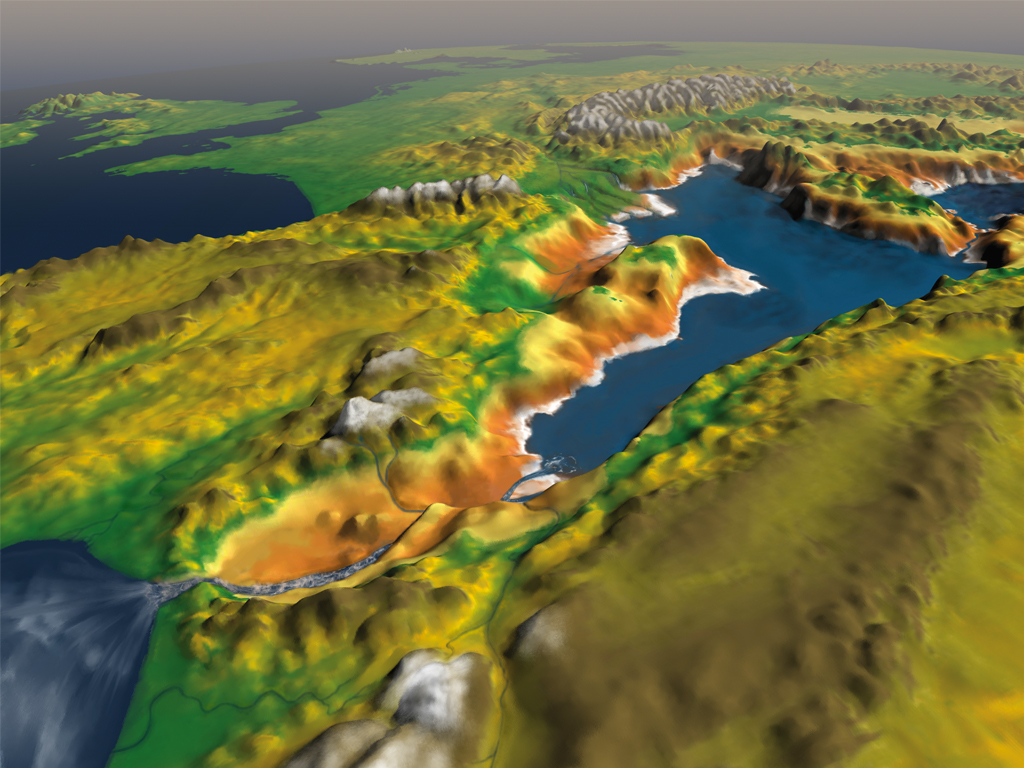
Reconstitution de la transgression pliocène.

- 5,33 millions d’années avant le présent (AP) : fin du Messinien. Début du Zancléen et de la transgression pliocène. L'ouverture du détroit de Gibraltar fait se déverser l'océan Atlantique dans la mer Méditerranée qui en avait été totalement séparée à la suite de la crise de salinité messinienne[4].

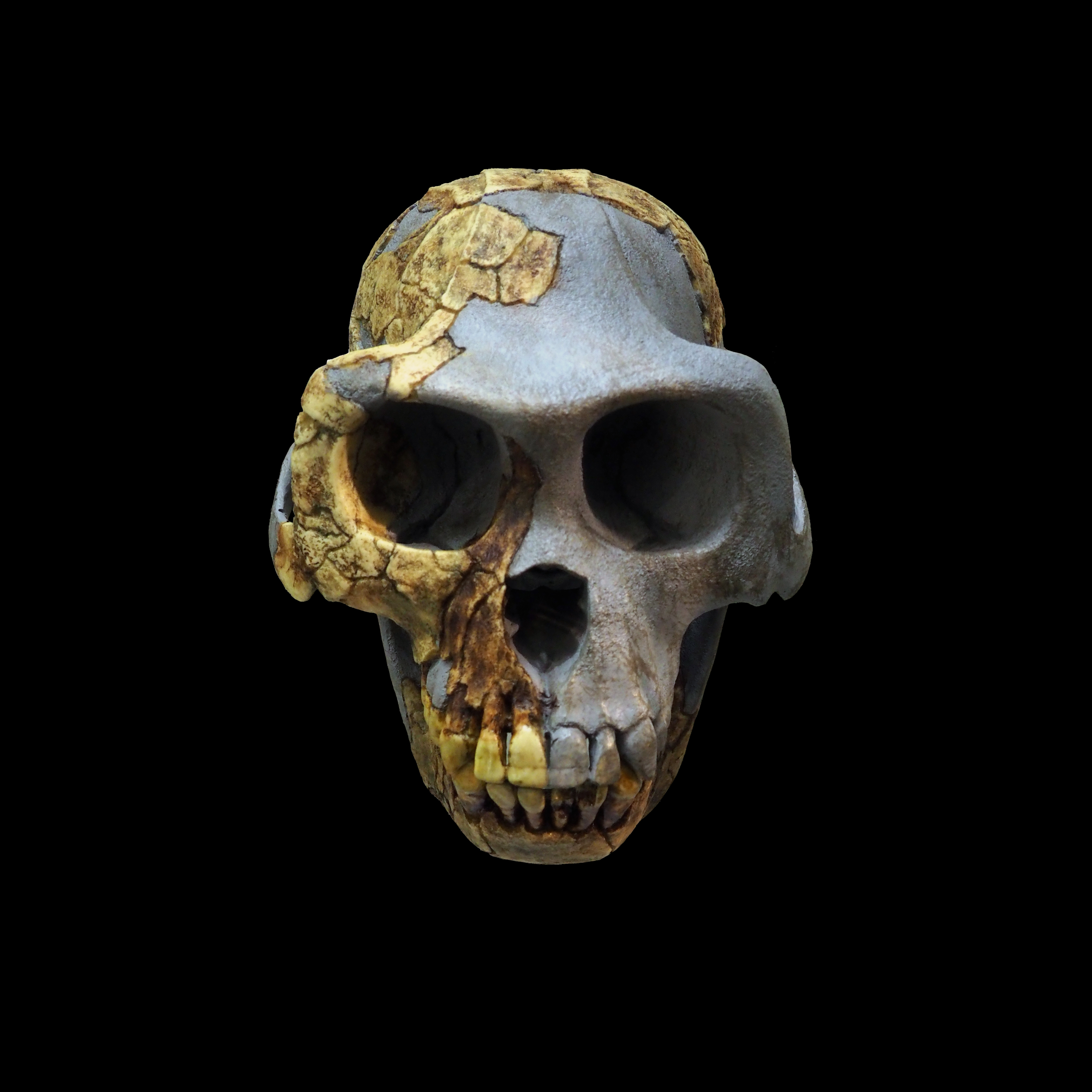
Reconstitution d'un crâne dArdipithecus ramidus.

- 4,4 millions d’années AP : fossiles d'Ardipithecus ramidus trouvés à partir de 1992 dans la vallée de l'Awash (Éthiopie), Hominine présumé évoluant dans un milieu arboré. L'espèce a été décrite en 1994 et le genre Ardipithecus créé en 1995[1].

- De 4,2 à 3,8 millions d’années AP : L'espèce Australopithecus anamensis a été décrite en 1995 par Meave Leakey sur la base de fossiles trouvés l'année précédente à Kanapoi, sur la rive ouest du lac Turkana, au Kenya. D'autres vestiges fossiles de cette espèce avaient été trouvés depuis 1982 à Allia Bay (Koobi Fora), sur la rive est du lac Turkana, mais ils étaient trop fragmentaires pour pouvoir alors être attribués. En 2019, un crâne presque complet provenant de Woranso-Mille (de), en Éthiopie, et daté de 3,8 millions d'années, a été attribué à Australopithecus anamensis, apportant ainsi la confirmation définitive que cette espèce est bien distincte d'Australopithecus afarensis[5],[6].